# Kijevo (Batočina)
Kijevo (Servisch cyrillisch Кијево) is een plaats in de Servische gemeente Batočina. De plaats telt 549 inwoners (2002).

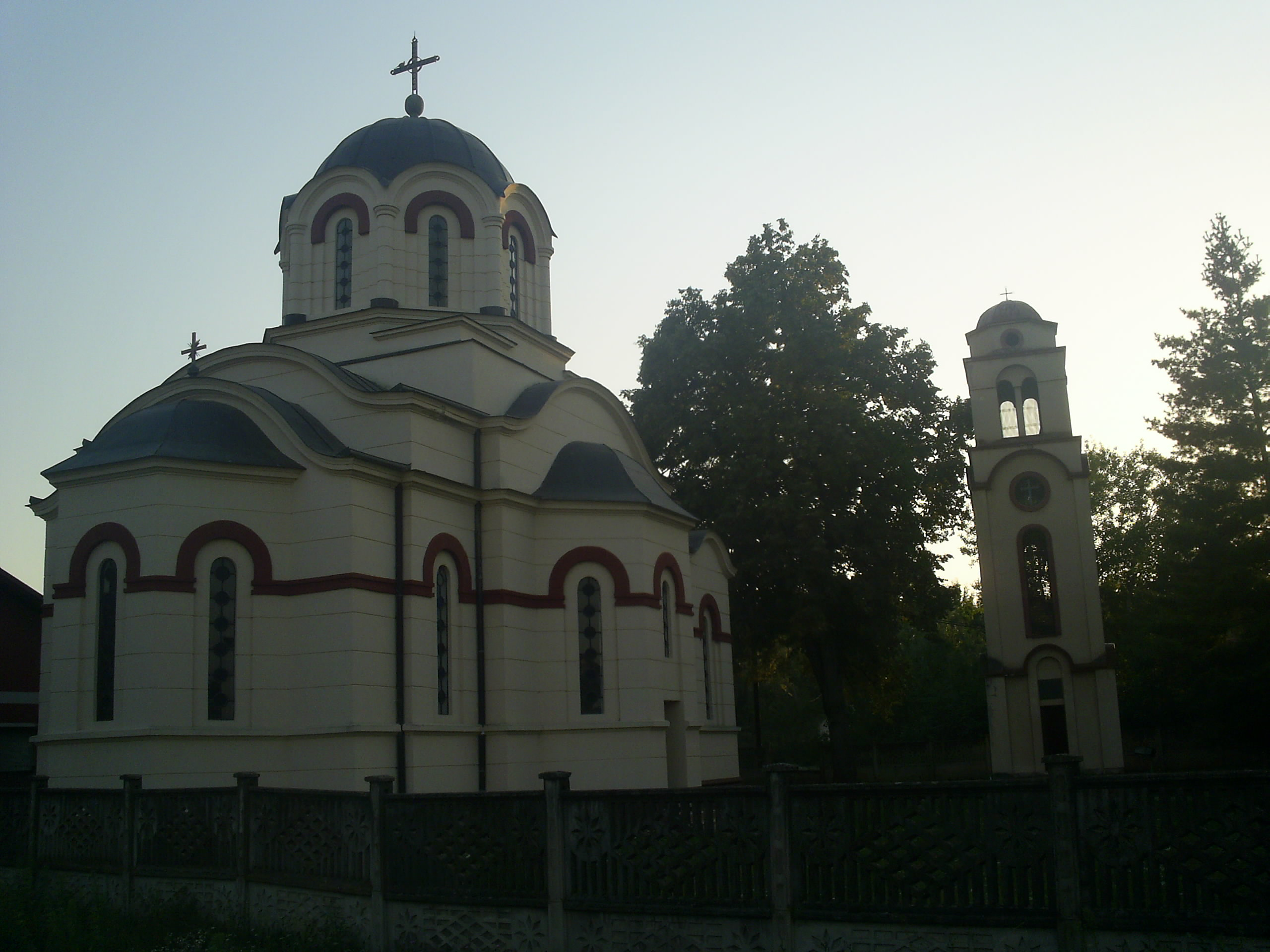
Kerk in Kiejevo
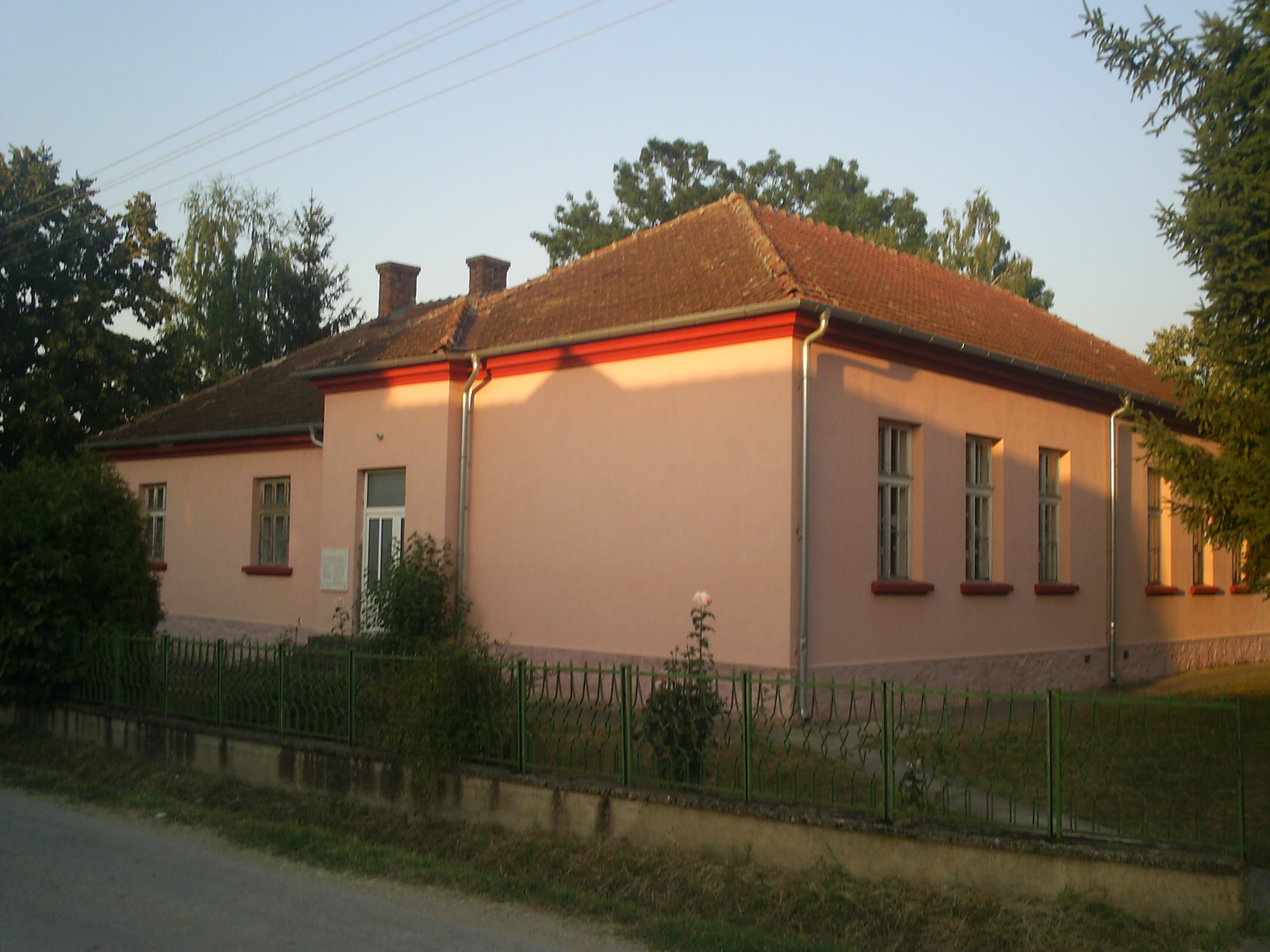
School in Kijevo